# Kurnalpi
Kurnalpi is een spookdorp in de regio Goldfields-Esperance in West-Australië.

## Geschiedenis
In 1894 vonden Alex Slater en zijn ploeg goud in de streek. Het goudveld werd 'home of slugs' genoemd omdat er zoveel bovengronds goud gevonden werd.
Kurnalpi werd in 1895 officieel gesticht en naar de nabijgelegen 'Kurnalpi Rockholes' vernoemd. De naam is Aborigines van oorsprong maar de betekenis is niet bekend. Dat jaar opende een postkantoor en het jaar daarop, in 1896, een politiekantoor. In 1898 waren er onder meer drie slagers, een boekhouder, een bakker, een apotheker, een timmerman en minstens twee winkeliers actief.
Normaal gezien zit er op plaatsen waar men bovengronds goud vind ook dieper in de aardkorst goud maar hier leek niet het geval. Tegen 1900 was het bovengrondse goud merendeels gevonden en verlieten de goudzoekers de plaats langzaamaan. Er waren dat jaar nog minstens twee hotels en een pension actief. In 1901 leefden nog 250 mannen en 13 vrouwen in Kurnalpi. Het politiekantoor sloot in 1910 de deuren. Het Kurnalpi Hotel zou toen nog actief zijn geweest.
In de jaren 1970 onderzochten 'Amax Exploration (Australia) Inc', 'Aquitaine Australia Minerals Pty Ltd', 'Esso Exploration and Production Australia Inc' het goudveld.

## 21e eeuw
Kurnalpi maakt deel uit van het lokale bestuursgebied (LGA) City of Kalgoorlie-Boulder, waarvan Kalgoorlie de hoofdplaats is. In grote delen van het goudveld wordt door de onderneming 'Riversgold Limited' naar goud gezocht.

## Ligging
Kurnalpi wordt door de 'Kurnalpi-Pinjin Road' en de 'Yarri Road' met Kalgoorlie verbonden. Het ligt 671 kilometer ten oostnoordoosten van de West-Australische hoofdstad Perth, 170 kilometer ten zuiden van Kookynie en 86 kilometer ten oosten van het aan de Goldfields Highway gelegen Kalgoorlie.

## Klimaat
Kurnalpi kent een warm woestijnklimaat, BSw volgens de klimaatclassificatie van Köppen.